# Statistiche e record dei campionati europei di slittino su pista naturale
Nella presente pagina sono riportate le statistiche e i record riguardanti i campionati europei di slittino su pista naturale.

## Singolo uomini - Atleti
Dati aggiornati al campionato europeo 2024

### Medaglie d'oro - Singolo uomini
| Pos. | Atleta              | Nazione |   | Prima | Ultima |
| ---- | ------------------- | ------- | - | ----- | ------ |
| 1    | Patrick Pigneter    | Italia  | 4 | 2010  | 2024   |
| 2    | Ernst Stangl        | Austria | 2 | 1970  | 1973   |
|      | Enrico Graber       | Italia  | 2 | 1974  | 1977   |
|      | Otto Bachman        | Italia  | 2 | 1981  | 1983   |
|      | Damiano Lugon       | Italia  | 2 | 1979  | 1989   |
|      | Manfred Gräber      | Italia  | 2 | 1987  | 1995   |
|      | Anton Blasbichler   | Italia  | 2 | 1993  | 1999   |
|      | Gerhard Pilz        | Austria | 2 | 2002  | 2004   |
|      | Thomas Kammerlander | Austria | 2 | 2016  | 2018   |
| 10   | Anton Obernosterer  | Austria | 1 | 1971  | 1971   |
|      | Alfred Kogler       | Austria | 1 | 1975  | 1975   |
|      | Hubert Mairamhof    | Italia  | 1 | 1978  | 1978   |
|      | Manfred Danklmaier  | Austria | 1 | 1985  | 1985   |
|      | Franz Obrist        | Italia  | 1 | 1991  | 1991   |
|      | Reinhard Gruber     | Italia  | 1 | 1997  | 1997   |
|      | Gernot Schwab       | Austria | 1 | 2006  | 2006   |
|      | Robert Batkowski    | Austria | 1 | 2008  | 2008   |
|      | Michael Scheikl     | Austria | 1 | 2020  | 2020   |
|      | Alex Gruber         | Italia  | 1 | 2022  | 2022   |

### Medaglie d'oro consecutive - Singolo uomini
| Pos. | Atleta              |   | Inizio                          | Fine              |
| ---- | ------------------- | - | ------------------------------- | ----------------- |
| 1    | Patrick Pigneter    | 3 | Sankt Sebastian 2010            | Umhausen 2014     |
| 2    | Otto Bachman        | 2 | Niedernsill 1981                | Sankt Konrad 1983 |
|      | Gerhard Pilz        | 2 | Frantschach-Sankt Gertraud 2002 | Hüttau 2004       |
|      | Thomas Kammerlander | 2 | Moso in Passiria 2016           | Winterleiten 2018 |

### Medaglie totali - Singolo uomini
| Pos. | Atleta              | Nazione |   |   |   | Medaglie |
| ---- | ------------------- | ------- | - | - | - | -------- |
| 1    | Patrick Pigneter    | Italia  | 4 | 1 | 4 | 9        |
| 2    | Damiano Lugon       | Italia  | 2 | 2 | 1 | 5        |
| 3    | Thomas Kammerlander | Austria | 2 | 2 | 0 | 4        |
| 4    | Gerhard Pilz        | Austria | 2 | 1 | 1 | 4        |
|      | Anton Blasbichler   | Italia  | 2 | 1 | 1 | 4        |
|      | Manfred Gräber      | Italia  | 2 | 1 | 1 | 4        |
|      | Michael Scheikl     | Austria | 1 | 3 | 0 | 4        |
|      | Alex Gruber         | Italia  | 1 | 1 | 2 | 4        |

### Medaglie consecutive - Singolo uomini
Si elencano solamente le strisce pari a 3 o più medaglie.
| Pos. | Atleta              | Nazione | Medaglie consecutive | di cui |
| ---- | ------------------- | ------- | -------------------- | ------ |
| 1    | Patrick Pigneter    | Italia  | 7                    | 3      |
| 2    | Enrico Graber       | Italia  | 3                    | 2      |
|      | Otto Bachman        | Italia  | 3                    | 2      |
|      | Thomas Kammerlander | Austria | 3                    | 2      |
|      | Alex Gruber         | Italia  | 3                    | 1      |
|      | Michael Scheikl     | Austria | 3                    | 1      |

## Singolo donne - Atlete
Dati aggiornati al campionato europeo 2024

### Medaglie d'oro - Singolo donne
| Pos. | Atleta                | Nazione |   | Prima | Ultima |
| ---- | --------------------- | ------- | - | ----- | ------ |
| 1    | Ekaterina Lavrent'eva | Russia  | 5 | 2004  | 2014   |
|      | Evelin Lanthaler      | Italia  | 5 | 2016  | 2024   |
| 3    | Delia Vaudan          | Italia  | 4 | 1981  | 1989   |
| 4    | Klara Niedertscheider | Italia  | 3 | 1971  | 1975   |
| 5    | Elfriede Pirkmann     | Austria | 2 | 1973  | 1978   |
|      | Irene Zechner         | Austria | 2 | 1993  | 1995   |
| 7    | Hannelore Plattner    | Austria | 1 | 1970  | 1970   |
|      | Helene Mitterstieler  | Italia  | 1 | 1977  | 1977   |
|      | Roswitha Fischer      | Italia  | 1 | 1979  | 1979   |
|      | Ingerborg Innerhofer  | Austria | 1 | 1983  | 1983   |
|      | Doris Haselrieder     | Italia  | 1 | 1991  | 1991   |
|      | Ljubov' Panjutina     | Russia  | 1 | 1997  | 1997   |
|      | Sonja Steinacher      | Italia  | 1 | 1999  | 1999   |
|      | Sandra Lanthaler      | Italia  | 1 | 2002  | 2002   |
|      | Christa Gietl         | Italia  | 1 | 2006  | 2006   |

### Medaglie d'oro consecutive - Singolo donne
| Pos. | Atleta                |   | Inizio                 | Fine                        |
| ---- | --------------------- | - | ---------------------- | --------------------------- |
| 1    | Evelin Lanthaler      | 5 | Moso in Passiria 2016  | Valgiovo 2024               |
| 2    | Ekaterina Lavrent'eva | 4 | Valdaora 2008          | Umhausen 2014               |
| 3    | Delia Vaudan          | 3 | Szczyrk 1985           | Garmisch-Partenkirchen 1989 |
| 4    | Klara Niedertscheider | 2 | Niedernsill 1974       | Feld am See 1975            |
|      | Irene Zechner         | 2 | Stein an der Enns 1993 | Kandalakša 1995             |

### Medaglie totali - Singolo donne
| Pos. | Atleta                | Nazione |   |   |   | Medaglie |
| ---- | --------------------- | ------- | - | - | - | -------- |
| 1    | Ekaterina Lavrent'eva | Russia  | 5 | 2 | 1 | 8        |
| 2    | Evelin Lanthaler      | Italia  | 5 | 1 | 1 | 7        |
| 3    | Delia Vaudan          | Italia  | 4 | 0 | 2 | 6        |
| 4    | Elfriede Pirkmann     | Austria | 2 | 2 | 2 | 6        |
| 5    | Klara Niedertscheider | Italia  | 3 | 1 | 0 | 4        |

### Medaglie consecutive - Singolo donne
Si elencano solamente le strisce pari a 3 o più medaglie.
| Pos. | Atleta                | Nazione | Medaglie consecutive | di cui |
| ---- | --------------------- | ------- | -------------------- | ------ |
| 1    | Delia Vaudan          | Italia  | 6                    | 4      |
| 2    | Elfriede Pirkmann     | Austria | 5                    | 2      |
|      | Ekaterina Lavrent'eva | Russia  | 5                    | 4      |
|      | Evelin Lanthaler      | Italia  | 5                    | 5      |
| 5    | Elvira Holzknecht     | Austria | 4                    | 0      |
| 6    | Irene Koch            | Austria | 3                    | 0      |
|      | Sonja Steinacher      | Italia  | 3                    | 1      |
|      | Renate Gietl          | Italia  | 3                    | 0      |
|      | Tina Unterberger      | Austria | 3                    | 0      |

NN: striscia aperta

## Doppio - Atleti
Dati aggiornati al campionato europeo 2024

### Medaglie d'oro - Doppio
Si elencano solamente i vincitori di almeno 2 medaglie d'oro.
| Pos. | Atleta              | Nazione |   | Prima | Ultima |
| ---- | ------------------- | ------- | - | ----- | ------ |
| 1    | Pavel Poršnev       | Russia  | 5 | 2004  | 2022   |
|      | Ivan Lazarev        | Russia  | 5 | 2004  | 2022   |
| 3    | Patrick Pigneter    | Italia  | 4 | 2010  | 2018   |
|      | Florian Clara       | Italia  | 4 | 2010  | 2018   |
| 5    | Helmut Ruetz        | Austria | 3 | 1995  | 1999   |
|      | Andi Ruetz          | Austria | 3 | 1995  | 1999   |
| 7    | Robert Jud          | Italia  | 2 | 1975  | 1977   |
|      | Enrico Graber       | Italia  | 2 | 1975  | 1977   |
|      | Andreas Jud         | Italia  | 2 | 1983  | 1987   |
|      | Günther Steinhauser | Italia  | 2 | 1983  | 1989   |

### Medaglie d'oro consecutive - Doppio
| Pos. | Atleta           |   | Inizio           | Fine                    |
| ---- | ---------------- | - | ---------------- | ----------------------- |
| 1    | Helmut Ruetz     | 3 | Kandalakša 1995  | Szczyrk 1999            |
|      | Andi Ruetz       | 3 | Kandalakša 1995  | Szczyrk 1999            |
|      | Pavel Poršnev    | 3 | Hüttau 2004      | Valdaora 2008           |
|      | Ivan Lazarev     | 3 | Hüttau 2004      | Valdaora 2008           |
|      | Patrick Pigneter | 3 | Umhausen 2014    | Winterleiten 2018       |
|      | Florian Clara    | 3 | Umhausen 2014    | Winterleiten 2018       |
| 7    | Robert Jud       | 2 | Feld am See 1975 | Siusi allo Sciliar 1977 |
|      | Enrico Graber    | 2 | Feld am See 1975 | Siusi allo Sciliar 1977 |

### Medaglie totali - Doppio
| Pos. | Atleta           | Nazione |   |   |   | Medaglie |
| ---- | ---------------- | ------- | - | - | - | -------- |
| 1    | Pavel Poršnev    | Russia  | 5 | 2 | 1 | 8        |
|      | Ivan Lazarev     | Russia  | 5 | 2 | 1 | 8        |
| 3    | Patrick Pigneter | Italia  | 4 | 2 | 1 | 7        |
|      | Florian Clara    | Italia  | 4 | 2 | 1 | 7        |
| 5    | Enrico Graber    | Italia  | 2 | 2 | 1 | 5        |

### Medaglie consecutive - Doppio
Si elencano solamente le strisce pari a 3 o più medaglie.
| Pos. | Atleta             | Nazione | Medaglie consecutive | di cui |
| ---- | ------------------ | ------- | -------------------- | ------ |
| 1    | Patrick Pigneter   | Italia  | 5                    | 3      |
|      | Florian Clara      | Italia  | 5                    | 3      |
| 3    | Anton Obernosterer | Austria | 3                    | 1      |
|      | Robert Jud         | Italia  | 3                    | 2      |
|      | Enrico Graber      | Italia  | 3                    | 2      |
|      | Andreas Jud        | Italia  | 3                    | 2      |
|      | Christian Hafner   | Italia  | 3                    | 0      |
|      | Helmut Ruetz       | Austria | 3                    | 3      |
|      | Andi Ruetz         | Austria | 3                    | 3      |
|      | Pavel Poršnev      | Russia  | 3                    | 3      |
|      | Ivan Lazarev       | Russia  | 3                    | 3      |

NN: striscia aperta

## Staffetta a squadre - Atleti
Dati aggiornati al campionato europeo 2024

### Medaglie d'oro - Staffetta a squadre
| Pos. | Atleta                | Nazione |   | Prima | Ultima |
| ---- | --------------------- | ------- | - | ----- | ------ |
| 1    | Alex Gruber           | Italia  | 4 | 2014  | 2022   |
|      | Patrick Pigneter      | Italia  | 4 | 2014  | 2024   |
|      | Evelin Lanthaler      | Italia  | 4 | 2016  | 2024   |
| 4    | Florian Clara         | Italia  | 2 | 2014  | 2016   |
|      | Thomas Kammerlander   | Austria | 2 | 2010  | 2018   |
| 6    | Melanie Batkowski     | Austria | 1 | 2010  | 2010   |
|      | Andreas Schopf        | Austria | 1 | 2010  | 2010   |
|      | Christian Schopf      | Austria | 1 | 2010  | 2010   |
|      | Ekaterina Lavrent'eva | Russia  | 1 | 2012  | 2012   |
|      | Jurij Talich          | Russia  | 1 | 2012  | 2012   |
|      | Pavel Poršnev         | Russia  | 1 | 2012  | 2012   |
|      | Ivan Lazarev          | Russia  | 1 | 2012  | 2012   |
|      | Melanie Schwarz       | Italia  | 1 | 2014  | 2014   |
|      | Tina Unterberger      | Austria | 1 | 2018  | 2018   |
|      | Rupert Brüggler       | Austria | 1 | 2018  | 2018   |
|      | Tobias Angerer        | Austria | 1 | 2018  | 2018   |

### Medaglie d'oro consecutive - Staffetta a squadre
| Pos. | Atleta           |   | Inizio        | Fine                  |
| ---- | ---------------- | - | ------------- | --------------------- |
| 1    | Evelin Lanthaler | 3 | Mosca 2020    | Valgiovo 2024         |
| 2    | Alex Gruber      | 2 | Umhausen 2014 | Moso in Passiria 2016 |
|      | Patrick Pigneter | 2 | Umhausen 2014 | Moso in Passiria 2016 |
|      | Florian Clara    | 2 | Umhausen 2014 | Moso in Passiria 2016 |

### Medaglie totali - Staffetta a squadre
| Pos. | Atleta                | Nazione |   |   |   | Medaglie |
| ---- | --------------------- | ------- | - | - | - | -------- |
| 1    | Alex Gruber           | Italia  | 4 | 2 | 0 | 6        |
|      | Patrick Pigneter      | Italia  | 4 | 2 | 0 | 6        |
|      | Tina Unterberger      | Austria | 1 | 4 | 1 | 6        |
| 4    | Evelin Lanthaler      | Italia  | 4 | 1 | 0 | 5        |
|      | Ekaterina Lavrent'eva | Russia  | 1 | 1 | 3 | 5        |
| 5    | Florian Clara         | Italia  | 2 | 2 | 0 | 4        |
|      | Thomas Kammerlander   | Austria | 2 | 1 | 1 | 4        |
|      | Andreas Schopf        | Austria | 1 | 1 | 2 | 4        |
|      | Christian Schopf      | Austria | 1 | 1 | 2 | 4        |
|      | Michael Scheikl       | Austria | 0 | 3 | 1 | 4        |
|      | Aleksandr Egorov      | Russia  | 0 | 0 | 4 | 4        |

### Medaglie consecutive - Staffetta a squadre
Si elencano solamente le strisce pari a 3 o più medaglie.
| Pos. | Atleta                | Nazione | Medaglie consecutive | di cui |
| ---- | --------------------- | ------- | -------------------- | ------ |
| 1    | Tina Unterberger      | Austria | 6                    | 1      |
| 2    | Alex Gruber           | Italia  | 5                    | 4      |
|      | Evelin Lanthaler      | Italia  | 5                    | 4      |
| 4    | Andreas Schopf        | Austria | 4                    | 1      |
|      | Christian Schopf      | Austria | 4                    | 1      |
|      | Patrick Pigneter      | Italia  | 4                    | 3      |
|      | Aleksandr Egorov      | Russia  | 4                    | 0      |
| 8    | Ekaterina Lavrent'eva | Russia  | 3                    | 1      |
|      | Florian Clara         | Italia  | 3                    | 2      |
|      | Thomas Kammerlander   | Austria | 3                    | 1      |

NN: striscia aperta

## Singolo uomini - Nazionali

### Medaglie d'oro per nazionali - Singolo uomini
| Pos. | Nazione |    | Prima | Ultima | No. atleti |
| ---- | ------- | -- | ----- | ------ | ---------- |
| 1    | Italia  | 18 | 1974  | 2024   | 10         |
| 2    | Austria | 12 | 1970  | 2020   | 9          |

### Medaglie per nazionali - Singolo uomini
| Pos. | Nazione |    |    |    | Medaglie |
| ---- | ------- | -- | -- | -- | -------- |
| 1    | Italia  | 18 | 15 | 17 | 50       |
| 2    | Austria | 12 | 14 | 13 | 39       |
| 3    | Russia  | 0  | 1  | 0  | 1        |

## Singolo donne - Nazionali

### Medaglie d'oro per nazionali - Singolo donne
| Pos. | Nazione |    | Prima | Ultima | No. atlete |
| ---- | ------- | -- | ----- | ------ | ---------- |
| 1    | Italia  | 15 | 1977  | 2022   | 9          |
| 2    | Austria | 9  | 1970  | 1995   | 4          |
| 3    | Russia  | 6  | 1997  | 2014   | 2          |

### Medaglie per nazionali - Singolo donne
| Pos. | Nazione |    |    |    | Medaglie |
| ---- | ------- | -- | -- | -- | -------- |
| 1    | Italia  | 15 | 15 | 15 | 45       |
| 2    | Austria | 9  | 12 | 14 | 35       |
| 3    | Russia  | 6  | 3  | 1  | 10       |

## Doppio - Nazionali

### Medaglie d'oro per nazionali - Doppio
| Pos. | Nazione |    | Prima | Ultima | No. atleti |
| ---- | ------- | -- | ----- | ------ | ---------- |
| 1    | Italia  | 14 | 1971  | 2020   | 18         |
| 2    | Austria | 10 | 1970  | 2024   | 16         |
| 3    | Russia  | 5  | 2004  | 2022   | 2          |
| 4    | Polonia | 1  | 1991  | 1991   | 2          |

### Medaglie per nazionali - Doppio
| Pos. | Nazione |    |    |    | Medaglie |
| ---- | ------- | -- | -- | -- | -------- |
| 1    | Italia  | 14 | 17 | 9  | 40       |
| 2    | Austria | 10 | 9  | 14 | 33       |
| 3    | Russia  | 5  | 3  | 6  | 14       |
| 4    | Polonia | 1  | 1  | 1  | 3        |

## Staffetta a squadre - Nazionali

### Medaglie d'oro per nazionali - Staffetta a squadre
| Pos. | Nazione |   | Prima | Ultima | No. atleti |
| ---- | ------- | - | ----- | ------ | ---------- |
| 1    | Italia  | 5 | 2014  | 2024   | 5          |
| 2    | Austria | 2 | 2010  | 2018   | 7          |
| 3    | Russia  | 1 | 2012  | 2012   | 4          |

### Medaglie per nazionali - Staffetta a squadre
| Pos. | Nazione |   |   |   | Medaglie |
| ---- | ------- | - | - | - | -------- |
| 1    | Austria | 2 | 5 | 3 | 10       |
| 2    | Italia  | 5 | 2 | 0 | 7        |
| 3    | Russia  | 1 | 1 | 4 | 6        |

## Medagliere complessivo
Si elencano solamente gli atleti che hanno conquistato 3 o più medaglie d'oro.

### Uomini
| Pos. | Atleta              | Nazione |    |   |   | Medaglie |
| ---- | ------------------- | ------- | -- | - | - | -------- |
| 1    | Patrick Pigneter    | Italia  | 12 | 5 | 5 | 22       |
| 2    | Florian Clara       | Italia  | 6  | 4 | 1 | 11       |
| 3    | Pavel Poršnev       | Russia  | 6  | 3 | 2 | 11       |
|      | Ivan Lazarev        | Russia  | 6  | 3 | 2 | 11       |
| 5    | Alex Gruber         | Italia  | 5  | 3 | 2 | 10       |
| 6    | Enrico Graber       | Italia  | 4  | 3 | 1 | 8        |
|      | Thomas Kammerlander | Austria | 4  | 3 | 1 | 8        |
| 8    | Helmut Ruetz        | Austria | 3  | 0 | 0 | 3        |
|      | Andi Ruetz          | Austria | 3  | 0 | 0 | 3        |

### Donne
| Pos. | Atleta                | Nazione |   |   |   | Medaglie |
| ---- | --------------------- | ------- | - | - | - | -------- |
| 1    | Evelin Lanthaler      | Italia  | 9 | 2 | 1 | 12       |
| 2    | Ekaterina Lavrent'eva | Russia  | 6 | 3 | 4 | 13       |
| 3    | Delia Vaudan          | Italia  | 4 | 0 | 2 | 6        |
| 4    | Klara Niedertscheider | Italia  | 3 | 1 | 0 | 4        |

### Nazionali
| Pos. | Nazione  |    |    |    | Medaglie |
| ---- | -------- | -- | -- | -- | -------- |
| 1    | Italia   | 52 | 49 | 41 | 142      |
| 2    | Austria  | 33 | 40 | 44 | 117      |
| 3    | Russia   | 12 | 8  | 11 | 31       |
| 4    | Polonia  | 1  | 1  | 1  | 3        |
| 5    | Germania | 0  | 0  | 1  | 1        |